# دیوید فال
دیوید فال (انگلیسی: David Fall; ۴ دسامبر ۱۹۰۲ – ۹ نوامبر ۱۹۶۴) شیرجه‌رو اهل ایالات متحده آمریکا بود.